# Lawrence Bittaker e Roy Norris

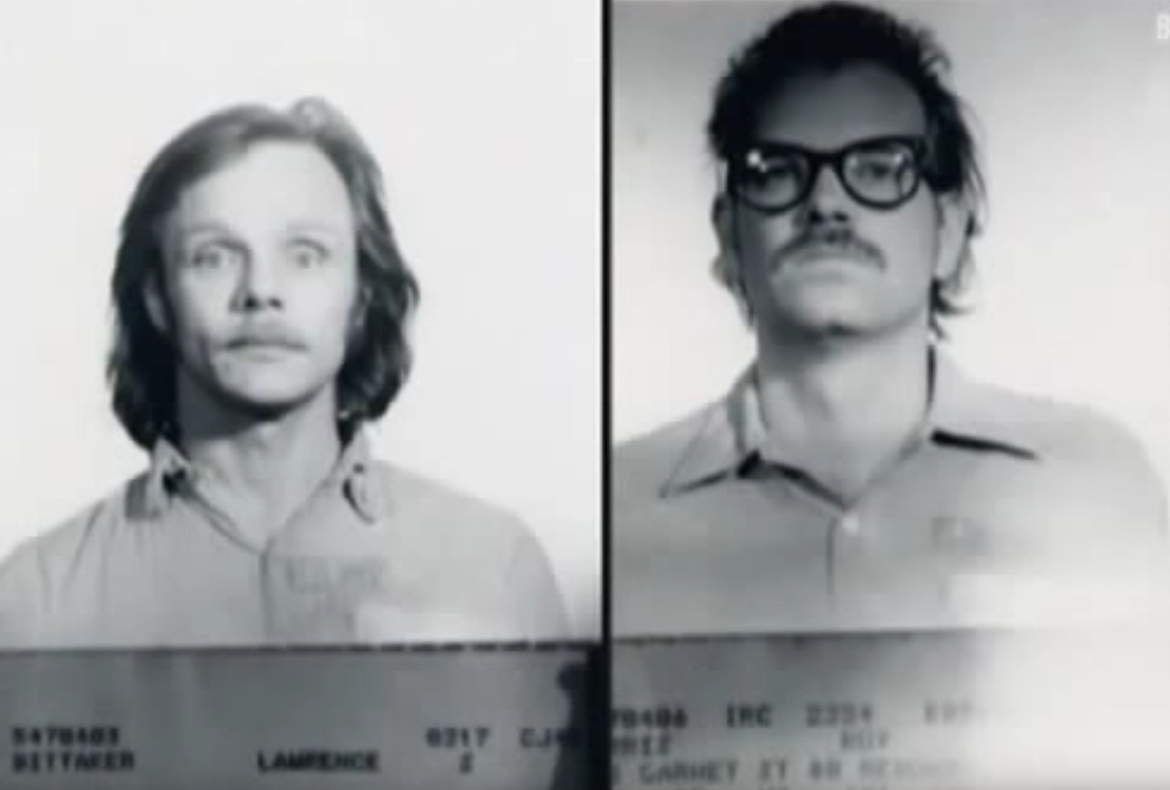
Bittaker e Norris nella foto segnaletica scattata poco dopo l'arresto nel novembre 1979

Lawrence Sigmund Bittaker (Pittsburgh, 27 settembre 1940 – Carcere di San Quintino, 13 dicembre 2019) e Roy Lewis Norris (Greeley, 5 febbraio 1948 – Vacaville, 24 febbraio 2020) sono stati due serial killer statunitensi (soprannominati Tool Box Killers, gli Assassini della cassetta per gli attrezzi, a causa degli strumenti da lavoro con cui torturavano e uccidevano le proprie vittime) che insieme hanno rapito, stuprato, torturato e ucciso cinque ragazze in un periodo di poco più di cinque mesi nella California del sud nel 1979.
Descritto dall'ex agente dell'FBI John E. Douglas come l'individuo più sconvolgente del quale abbia mai effettuato una profilazione criminale nella sua lunga carriera, Bittaker è stato condannato a morte per cinque omicidi il 24 marzo 1981, ed è morto per cause naturali nel braccio della morte del carcere di San Quintino il 13 dicembre 2019. Norris accettò una negoziazione della pena decidendo di testimoniare contro Bittaker e fu condannato all'ergastolo il 7 maggio 1980, con possibilità di richiedere la libertà condizionata dopo aver scontato trenta anni di condanna, ed è stato rinchiuso nella prigione statale di Donovan fino al 24 febbraio 2020, quando morì per cause naturali appena due mesi dopo la morte di Bittaker.

## Infanzia

### Lawrence Bittaker
Lawrence Sigmund Bittaker nacque a Pittsburgh, in Pennsylvania, il 27 settembre 1940, figlio indesiderato di una coppia che aveva deciso di non avere figli. Subito dopo il parto, Bittaker fu mandato in un orfanotrofio dalla madre, ma ancora piccolo fu adottato dalla famiglia Bittaker. Il padre adottivo lavorava nelle fabbriche di aerei, motivo per cui durante la sua adolescenza la famiglia si doveva costantemente spostare in diverse zone degli Stati Uniti.
A 12 anni Bittaker fu arrestato per la prima volta per taccheggio. Nei successivi quattro anni, fu arrestato in diverse occasioni per taccheggio e piccoli furti, aumentando la sua lista di precedenti penali. Bittaker dichiarò in seguito che i numerosi furti commessi durante l'adolescenza erano stati fatti per compensare la mancanza di amore nei suoi confronti da parte dei suoi genitori.
Nonostante possedesse un quoziente d'intelligenza di 138, Bittaker considerò la scuola come un'esperienza noiosa, lasciandola definitivamente nel 1957. In quel periodo lui e i suoi genitori adottivi vivevano in California. Nell'anno seguente l'abbandono della scuola, fu arrestato per un furto d'auto, per un incidente con omissione di soccorso e per aver opposto resistenza a un arresto. Per questi crimini, Bittaker fu incarcerato al California Youth Authority, dove rimase fino ai 18 anni. Dopo il rilascio, Bittaker scoprì che i genitori adottivi lo avevano ripudiato e si spostò così in un altro stato. Bittaker non li rivide mai più.

### Roy Norris
Roy Lewis Norris nacque a Greeley, Colorado il 5 febbraio 1948. Norris fu concepito fuori dal matrimonio; i suoi genitori si erano sposati per evitare le critiche che la società riservava a chi avesse figli illegittimi.
Tutti i familiari di Norris vivevano a poca distanza dai suoi genitori: suo nonno aveva investito in beni immobili, suo padre lavorava in un deposito di rottami, mentre la madre era una casalinga che aveva sofferto di dipendenza dalla droga. Nonostante vivesse occasionalmente con i genitori durante l'infanzia e l'adolescenza, Norris fu ripetutamente dato in affido familiare, sempre nello stato del Colorado.
I ricordi di Norris sulla sua infanzia sono costellati da accuse da parte dei genitori e di trascuratezza da molte famiglie adottive dove venne mandato, presso le quali spesso non gli venivano dati sufficiente cibo o vestiti. Dichiarò inoltre di essere stato vittima di abusi sessuali mentre era in affidamento presso una famiglia ispanica, affermando in seguito che il razzismo che sviluppò verso gli ispanici aveva avuto origine con le privazioni e gli abusi che soffrì da bambino quando era in affido presso di loro.
A 16 anni, Norris - che all'epoca viveva con i suoi genitori - si recò a casa di una parente di circa vent'anni e iniziò a parlarle in termini sessualmente spinti. In risposta, la ragazza gli ordinò di lasciare casa. Il padre di Norris fu informato del fatto. Come risposta, Norris rubò la macchina del padre e guidò verso le Montagne Rocciose, dove tentò di suicidarsi iniettandosi aria in un'arteria del braccio. Quando tornò a casa, i genitori informarono Norris che lui e la sorella minore erano entrambi figli non voluti, e che i genitori avevano intenzione di divorziare una volta che avrebbero entrambi raggiunto l'adolescenza.
L'anno dopo, Norris lasciò la scuola e si arruolò nella United States Navy, la marina militare statunitense. Norris era di stanza a San Diego tra il 1965 e il 1969 quando a 21 anni fu mandato in Vietnam. Nei quattro mesi in cui fu impiegato in guerra non partecipò attivamente ai combattimenti, e tornò negli Stati Uniti più tardi lo stesso anno. Durante il servizio in Vietnam, Norris fece uso sia di eroina che di marijuana.

## Primi crimini

### Bittaker
Pochi giorni dopo la concessione della libertà condizionata dal California Youth Authority, Bittaker fu arrestato per aver guidato un veicolo rubato attraverso il confine dello stato. Nell'agosto 1959 Bittaker fu condannato a 18 mesi di prigione, da scontare nell'Oklahoma State Reformatory. Fu in seguito trasferito al centro medico per prigionieri federali a Springfield, in Missouri per scontare la condanna rimanente.
Nel 1960 Bittaker fu rilasciato di prigione e subito tornò a delinquere. Qualche mese dopo il rilascio, fu arrestato a Los Angeles per rapina e nel maggio 1961, fu condannato a 15 anni di reclusione. Mentre era in carcere, uno psichiatra lo descrisse come un personaggio manipolativo. Lo psichiatra disse inoltre che Bittaker "ha una considerevole ostilità nascosta."
A Bittaker fu concessa la libertà condizionata nel 1963, dopo aver scontato due anni di prigione. Nell'ottobre 1964 fu di nuovo arrestato per aver violato la libertà condizionata. Nel 1966 Bittaker fu sottoposto a ulteriori esami da parte di due psicologi che gli diagnosticarono una personalità borderline. A uno psichiatra, Bittaker spiegò che la comprensione delle sue attività criminali lo faceva sentire importante. Gli vennero quindi prescritti dei farmaci antipsicotici. Un anno dopo, nel giugno 1967, fu nuovamente rilasciato.
Un mese dopo il rilascio, nel luglio 1967, Bittaker fu nuovamente arrestato e condannato per furto e per essere scappato dal luogo di un incidente. Fu condannato a 5 anni, ma fu rilasciato nell'aprile 1970. Nel marzo 1971 fu comunque nuovamente arrestato per furto con scasso. A causa delle continue violazioni della libertà condizionata, nell'ottobre 1971, fu condannato a scontare tra i sei mesi e 15 anni di carcere. Tre anni dopo, fu nuovamente rilasciato.
Nel 1974 Bittaker fu arrestato per aggressione e tentato omicidio. Queste accuse nascevano dal fatto che aveva accoltellato un giovane impiegato di un supermarket, Gary Louie, dopo una lite in un parcheggio del supermarket: Louie aveva notato che Bittaker aveva rubato una bistecca dal supermarket, in cui il commesso lavorava. Dopo aver osservato il furto, aveva seguito Bittaker nel parcheggio e aveva chiesto con calma a Bittaker se si fosse scordato di pagare per qualcosa. In risposta alla domanda, Bittaker accoltellò Louie al petto, mancando di poco il cuore. Bittaker cercò di fuggire subito dopo, ma fu catturato da due colleghi di Louie. Gary Louie sopravvisse all'accoltellamento, e Bittaker fu condannato per tentato omicidio e spedito al California Men's Colony a San Luis Obispo.

### Norris
Nel 1969 Roy Norris fu arrestato per il suo primo reato sessuale: fu accusato di stupro e di aggressione con tentativo di stupro. Nell'ultimo reato, aveva provato a far  entrare con la forza nell'auto di una donna sola. Tre mesi dopo, nel marzo del 1970, Norris tentò con alcuni raggiri di entrare in casa di una donna. Quando la donna rifiutò, provò a entrare in casa con la forza; la donna chiamò allora la polizia che arrestò Norris prima che riuscisse a farle del male.
Meno di tre mesi dopo l'accaduto, a Norris fu diagnosticato dagli psicologi dell'esercito un disturbo schizoide di personalità. Fu congedato dalla Marina per un periodo etichettato come disturbo mentale.
Nel maggio 1970, Norris - libero su cauzione per il suo ultimo reato - aggredì una studentessa che stava seguendo al campus dell'università statale di San Diego. Norris la colpì ripetutamente in testa con un sasso fino a che la ragazza non cadde in ginocchio, facendole poi sbattere ripetutamente la testa contro il marciapiede. Per questo crimine Norris fu accusato di aggressione con arma mortale e condannato a scontare cinque anni all'Atascadero State Hospital, dove fu qualificato come aggressore sessuale con problemi mentali.
Norris fu rilasciato dall'Atascadero State Hospital nel 1975, con cinque anni di periodo di prova in libertà condizionata, in quanto i medici lo avevano dichiarato un individuo che "non è più un pericolo per gli altri". Solo tre mesi dopo il suo rilascio, Norris avvicinò una ventisettenne che stava tornando a casa da un ristorante a Redondo Beach e le offrì un passaggio sulla sua moto. Quando la ragazza rifiutò, Norris parcheggiò la motocicletta e afferrò la sciarpa della ragazza, stringendogliela attorno al collo, prima di dirle che l'avrebbe stuprata e trascinandola nei cespugli vicini. Temendo di essere uccisa, la ragazza non resistette allo stupro.
Nonostante il fatto che lo stupro fosse stato denunciato alla polizia, inizialmente questa non fu in grado di identificare il colpevole, finché, un mese dopo, la stessa vittima notò la moto di Norris e prese il numero della targa, consegnandolo alle autorità. Norris fu arrestato per lo stupro; un anno dopo, fu processato e condannato per il reato e mandato al California Men's Colony a San Luis Obispo. Mentre era rinchiuso lì, Norris incontrò e divenne amico di Lawrence Bittaker.

## La conoscenza
Bittaker e Norris iniziarono a conoscersi nel 1977, un anno dopo l'arrivo di Norris a San Luis Obispo. L'iniziale impressione che Bittaker ebbe di Norris era quella che fosse un individuo scaltro che associava a criminali recidivi delle gang di motociclisti, oltre che ad essere implicato nel contrabbando di droga. La coppia gradualmente iniziò ad approfondire la conoscenza, e iniziarono a parlare da veri amici solo dopo che Norris insegnò a Bittaker come fabbricare gioielli.
Secondo Norris, Bittaker lo salvò dagli attacchi di altri carcerati in almeno due occasioni. Nel 1978 i due avevano raggiunto un ottimo affiatamento; scoprendo che condividevano un interesse in comune nella violenza sessuale e nella misoginia, con Norris che spiegò a Bittaker che la più grande eccitazione per lui era vedere giovani donne spaventate, aggiungendo che questa era stata la ragione principale per la quale aveva accumulato molti precedenti per violenza sessuale. Bittaker - che non aveva commesso aggressioni sessuali prima del suo incontro con Norris - disse a Norris che, se avesse mai stuprato una donna, l'avrebbe uccisa per non lasciare testimoni del crimine.
Quando erano soli, i due elaborarono regolarmente piani per aggredire e uccidere giovani donne una volta liberi. Questa fantasia in comune si sviluppò in un vero e proprio piano di uccidere una ragazza per ogni anno tra i 13 e i 19. La coppia si promise di rivedersi una volta fuori prigione.
Bittaker fu rilasciato dal California Men's Colony il 15 ottobre 1978; ritornò a Los Angeles e trovò lavoro come macchinista. Questo lavoro lo portò a guadagnare quasi 1 000 dollari a settimana e, nonostante si classificasse come un tipo solitario, divenne amico di molte persone nel quartiere, guadagnandosi la reputazione di persona generosa e amichevole che spesso donava soldi all'Esercito della Salvezza.
Bittaker era particolarmente popolare presso le ragazze del posto, e successivamente ammise che il motivo per cui aveva sempre birra e marijuana nel suo motel di Burbank era perché voleva che il posto rimanesse un luogo dove le ragazze potevano socializzare.
Tre mesi dopo il rilascio di Bittaker, il 15 gennaio 1979, Norris fu rilasciato di prigione e si trasferì a casa della madre a Redondo Beach. Trovò presto occupazione come elettricista a Compton. Poco tempo dopo, ricevette una lettera da Bittaker. Verso la fine di febbraio, i due si incontrarono in un hotel e ripresero il loro piano di rapire e stuprare ragazze.
In modo che la coppia fosse in grado di rapire con successo delle adolescenti, Bittaker decise che avrebbero avuto bisogno di un furgone anziché di una macchina. Con l'aiuto finanziario di Norris, Bittaker acquistò un furgoncino cargo GMC del 1977 argentato nel febbraio 1979. Il veicolo era senza finestrini ai lati e aveva una grande porta scorrevole per i passeggeri. Secondo Bittaker, quando vide la porta scorrevole, realizzò che Norris poteva "prendere una ragazza da vicino senza dover aprire tutta la porta" (Bittaker e Norris soprannominarono in seguito il furgone "Murder Mac").

## Omicidi
Dal febbraio al giugno 1979, Bittaker e Norris caricarono oltre 20 autostoppiste. I due non le aggredivano in nessun modo: queste corse di prova erano solo un modo per sviluppare metodi per far entrare volontariamente le ragazze nel furgone e per scoprire luoghi isolati. Nel tardo aprile, la coppia scoprì un viale tagliafuoco isolato nelle San Gabriel Mountains. Bittaker uscì dal furgone, ruppe il lucchetto della strada con un piede di porco e sostituì il lucchetto con uno che aveva comprato precedentemente.

### Lucinda Lynn Schaefer
Bittaker e Norris uccisero la loro prima vittima, la sedicenne Lucinda Lynn Schaefer, il 24 giugno 1979. La Schaefer fu vista per l'ultima volta mentre lasciava un incontro della chiesa Presbiteriana a Redondo Beach. Nella sua testimonianza scritta degli eventi di quel giorno, Bittaker disse che lui e Norris prima finirono di costruire il letto sul retro del furgone, sotto il quale nascosero strumenti da lavoro, vestiti e un piccolo refrigeratore riempito con drink vari e birra. All'incirca alle 11, la coppia guidò verso "la zona attorno alla spiaggia, bevendo birra, fumando erba e flirtando con le ragazze. Non avevamo un piano definito". Verso le 19.46, Norris scorse la Schaefer che camminava su una stradina e disse a Bittaker, "C'è una bionda carina".

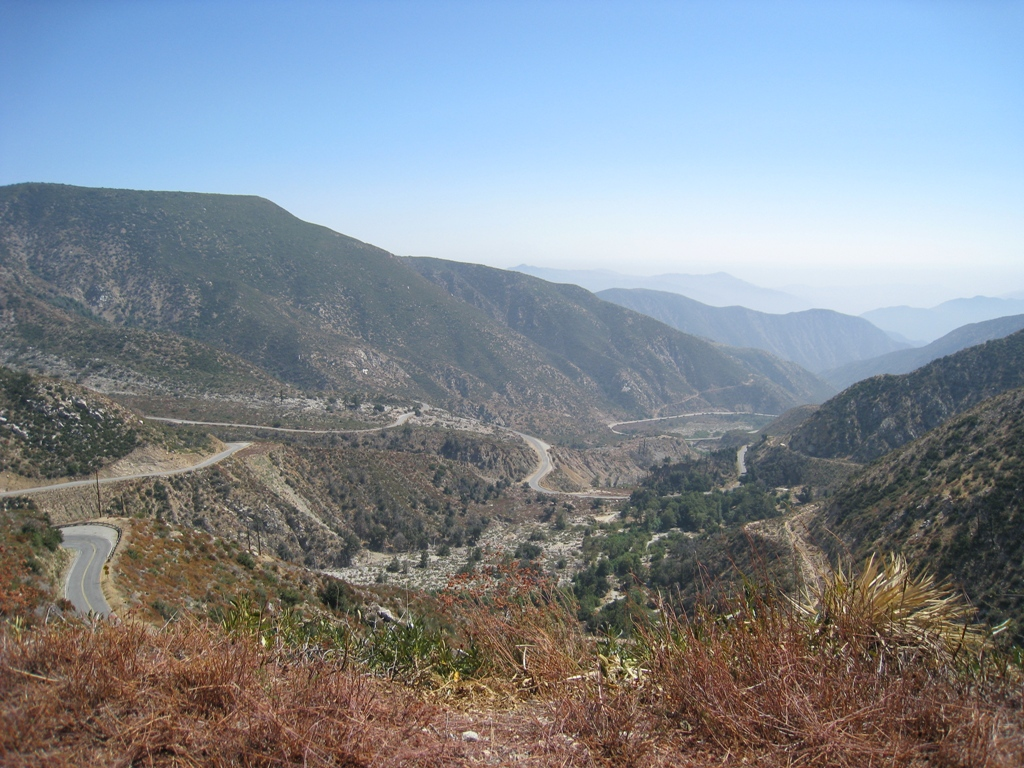
Le San Gabriel Mountains. Bittaker e Norris qui uccisero e poi si liberarono dei corpi di quattro vittime.

Dopo non essere riusciti ad attirare la Schaefer nel furgone con l'offerta di marijuana e di un passaggio a casa, Bittaker e Norris guidarono fino a parcheggiare in un vialetto d'accesso nelle vicinanze. Norris allora uscì dal veicolo, aprì la porta scorrevole dal lato passeggeri e si appoggiò al furgone con testa e spalle nascoste per chi vedeva da fuori. Quando Lucinda Schaefer passò il furgone, Norris scambiò qualche parola con lei prima di trascinarla nel furgone chiudendo la porta. Usando uno stratagemma che avrebbero usato nei successivi omicidi, Bittaker alzò la radio a tutto volume mentre Norris legava mani e gambe della vittima e le metteva del nastro adesivo sulla bocca. Bittaker guidò l'auto fino alla strada nelle San Gabriel Mountains dove, ad aprile, i due avevano cambiato il lucchetto.
Nonostante avesse inizialmente gridato mentre fu rapita, Lucinda Schaefer si calmò poco dopo. Nella sua testimonianza scritta di quello che seguì quella notte, Bittaker scrisse che Lucinda Schaefer "mostrò un grande livello di autocontrollo e accettò il fatto che non avesse il controllo. Non pianse, non oppose resistenza e non espresse molta preoccupazione per la sua sicurezza. Immagino che sapesse cosa le stava per succedere".
Giunti allo sterrato, Norris stuprò per primo la Schaefer dopo aver detto a Bittaker di "andare a fare una passeggiata" e di tornare dopo un'ora. Tornato al furgone, anche Bittaker stuprò la ragazza, mentre Norris a sua volta si era allontanato. Alla seconda occasione in cui fu stuprata di nuovo da Norris in assenza di Bittaker, la Schaefer chiese a Norris se avessero intenzione di ucciderla, e Norris rispose di no. In risposta la Schaefer chiese se le potessero dare la possibilità di pregare prima di essere uccisa, se questa era l'intenzione dei due.
Nei racconti successivi all'omicidio, sia Bittaker che Norris fornirono dichiarazioni discordanti su chi dei due avesse deciso di ucciderla anziché liberarla: entrambi dissero che era stato l'altro a decidere di ucciderla. In ogni caso, la Schaefer chiese "solo un secondo, per pregare", prima che Norris tentasse di strangolarla. Dopo circa 45 secondi, fu turbato "dallo sguardo nei suoi occhi" e corse di fronte al furgone, vomitando. Bittaker allora finì di strangolare la Schaefer fino a che collassò a terra e iniziò ad avere le convulsioni; le strinse allora una gruccia bianca attorno al collo fino a che le convulsioni cessarono. Non le fu concessa alcuna possibilità di pregare come la ragazza aveva richiesto. Il corpo di Lucinda Schaefer fu avvolto in una tenda di plastica e gettato in un canyon che Bittaker aveva scelto poco prima. Secondo Norris, dopo che Bittaker si liberò del corpo, Bittaker gli assicurò che "gli animali la mangeranno, e non resteranno prove."

### Andrea Joy Hall
Due settimane dopo l'omicidio di Lucinda Schaefer, l'8 luglio 1979, Bittaker e Norris incontrarono la diciottenne Andrea Joy Hall mentre faceva l'autostop lungo la California State Route 1. Mentre la coppia rallentava con il furgone per offrirle un passaggio, un altro veicolo si accostò e le offrì un passaggio che lei accettò. Bittaker e Norris seguirono il veicolo a distanza fino a che la Hall uscì dal veicolo a Redondo Beach.
In questa occasione, Norris si nascose nel retro del furgone per far credere alla Hall che Bittaker fosse solo. Una volta salita, Bittaker le offrì un soft drink dal refrigeratore nel retro del furgone. Quando posò il drink, Norris le saltò addosso e, dopo una pesante lotta, ebbe la meglio sulla Hall girandole un braccio dietro la schiena, facendola urlare dal dolore, Norris quindi le mise del nastro adesivo sulla bocca e le legò polsi e caviglie.
Bittaker e Norris portarono la Hall in un posto nelle montagne di San Gabriele, poco oltre il luogo in cui avevano condotto Lucinda Schaefer. Fu stuprata quindi due volte da Bittaker e una da Norris. La seconda volta che Bittaker stuprò la Hall, Norris credette di vedere un veicolo avvicinarsi. Dopo aver informato Bittaker, quest'ultimo mise una mano sulla bocca della Hall e la trascinò in un boschetto vicino, mentre Norris guidò alla ricerca del veicolo che aveva visto. Quando ritornò al furgone, la coppia si addentrò all'interno delle montagne, dove Bittaker costrinse la Hall a camminare, nuda, fino a una collina, costringendola a praticare la fellatio su di lui. Bittaker ordinò quindi alla Hall di posare per delle foto con la sua Polaroid.
Bittaker e Norris portarono poi la Hall in un terzo luogo. Bittaker la fece camminare nuovamente su una collina, mentre Norris si recò a un negozio vicino a comprare dell'alcol. Quando Norris ritornò, Bittaker era solo ed aveva scattato due nuove foto alla Hall, entrambe le quali con espressioni della Hall che - secondo Norris - erano di "puro terrore" come se implorasse affinché le risparmiassero la vita. Bittaker informò Norris che aveva detto alla Hall che aveva intenzione di ucciderla e la sfidò a dargli più ragioni possibili dei motivi per cui avrebbe dovuto risparmiarla, prima di spingerle un rompighiaccio dall'orecchio fino al cervello. Ne girò poi il corpo e le infilò il rompighiaccio nell'altro orecchio, fino a che il manico non si ruppe. Notando che Andrea Hall era ancora viva e cosciente, Bittaker la strangolò e poi ne gettò il corpo giù da un dirupo.

### Jackie Doris Gilliam e Jacqueline Leah Lamp
Il 3 settembre Bittaker e Norris osservarono due ragazze di nome Jackie Doris Gilliam e Jacqueline Leah Lamp che erano sedute su una panchina aspettando un autobus vicino a Hermosa Beach. La Lamp e la Gilliam stavano facendo l'autostop lungo la Pacific Coast Highway, e i due offrirono loro un passaggio, che fu accettato. Nel furgone, le ragazze accettarono anche l'offerta di marijuana.
Poco dopo esser entrate nel furgone, entrambe le ragazze notarono che Bittaker stava portando il furgone fuori la Pacific Coast Highway per guidare in direzione delle San Gabriel Mountains. Quando le ragazze protestarono, sia Bittaker che Norris cercarono di raggirarle con delle scuse, senza che le ragazze fossero ingannate. La Lamp, che aveva 13 anni, tentò di aprire la porta scorrevole, ma Norris la colpì dietro la testa con una borsa piena di piombo,, facendole perdere i sensi per un po', prima di avere la meglio sulla quindicenne Jackie Gilliam. Mentre iniziò a legare la Gilliam, Jacqueline Lamp riprese conoscenza e provò di nuovo a uscire dal furgone, al che Norris le girò un braccio dietro la schiena violentemente per farla rientrare dentro. Mentre continuava la lotta, Bittaker - notando che le resistenze della ragazza potevano essere facilmente viste da dei testimoni - fermò il furgone, diede un pugno in faccia alla Gilliam, e aiutò Norris a finire di legare e imbavagliare le ragazze.
Le due furono portate nelle San Gabriel Mountains, dove furono tenute prigioniere per quasi due giorni, legate, imbavagliate e stuprate a ripetizione. In un'occasione, Bittaker portò la Lamp su una collina nelle vicinanze, dove la costrinse a posare nuda per delle foto pornografiche prima di riportarla nel furgone. Bittaker chiese poi a Norris di fargli diverse foto con la Gilliam, sia nuda che vestita. Le prime volte che Bittaker la stuprò, fece inoltre un video di lui mentre la stuprava, costringendo la ragazza a fingersi sua cugina e dicendo alla ragazza di sentirsi libera di mostrare il suo dolore. Questo video non fu mai ritrovato. Bittaker torturò poi la ragazza, accoltellandola al seno con un rompighiaccio e strappandole parte di un capezzolo con delle pinze.
Dopo quasi due giorni di prigionia, la Lamp e la Gilliam furono uccise. Al successivo processo contro Bittaker, Norris dichiarò che aveva suggerito di uccidere la Gilliam velocemente in quanto, a differenza della Lamp, era stata ampiamente collaborativa, ma Bittaker rispose "No, devono comunque morire una per volta". La Gilliam fu colpita ad ogni orecchio con un rompighiaccio, e poi strangolata.
Dopo che Bittaker uccise Jackie Gilliam, portò con la forza Jacqueline Lamp fuori dal furgone. Dopo averla fatta uscire dalla porta scorrevole, Bittaker le gridò: "Volevi rimanere vergine, e ora morirai vergine!" prima che Norris la colpisse in testa con un martello. Bittaker allora strangolò la Lamp fino a quando credette fosse morta; quando lei aprì gli occhi, Norris la colpì di nuovo ripetutamente mentre Bittaker la strangolava. I corpi di Jackie Gilliam e di Jacqueline Lamp furono gettati in un chaparral.

### Shirley Lynette Ledford
Bittaker e Norris rapirono la loro ultima vittima, la sedicenne Shirley Lynette Ledford, il 31 ottobre 1979. La Ledford fu rapita mentre era in piedi davanti a un benzinaio; facendo autostop di ritorno da una festa di Halloween nel sobborgo di Los Angeles Sunland-Tujunga. Gli investigatori ritennero che la Ledford avesse accettato il passaggio perché riconobbe Bittaker, che frequentava il ristorante dove la ragazza lavorava come cameriera part-time. Dopo essere salita sul camion, Norris le offrì della marijuana, che rifiutò. Bittaker portò il camion in una strada isolata, dove Norris prese un coltello, quindi legò e imbavagliò la Ledford con del nastro per edilizia.
Bittaker si scambiò di posto con Norris, che guidò senza meta per più di un'ora mentre Bittaker rimase con la Ledford nel retro del furgone. Dopo aver rimosso il nastro dalla bocca e dalla gambe della Ledford, Bittaker iniziò a tormentarla: prima la prese a schiaffi e la prese in giro, poi iniziò a darle dei pugni mentre le gridava "devi dire qualcosa", poi, quando Shirley Ledford iniziò a gridare, le disse "grida più forte". Mentre la Ledford continuò a urlare, Bittaker le iniziò a chiedere mentre la colpiva: "Qual è il problema? Non ti piace urlare?".
Quando la Ledford iniziò a piangere, implorò Bittaker dicendo, "No, non toccarmi." In risposta, Bittaker le ordinò di urlare il più forte possibile, poi iniziò alternativamente a colpirla con un martello e a darle pugni sui seni e a torturarla con delle pinze mentre la stuprava e la sodomizzava. La Ledford continuò a chiedere pietà e a gridare frasi come "Oh no! No!" mentre si sentiva il rumore del martello e delle pinze che Bittaker tirava fuori dalla cassetta degli attrezzi, rumori udibili nell'audio prelevato dal registratore che Bittaker aveva acceso una volta salito sul retro del furgone. Norris in seguito descrisse di aver ascoltato "urla... urla costanti" provenienti dal retro del furgone mentre guidava.
Poco dopo Norris cambiò di posto con Bittaker, lasciando acceso il registratore che Bittaker aveva utilizzato in precedenza. Norris disse subito alla Ledford: "Inizia a urlare o ti farò urlare io." In risposta, la Ledford disse, "Finirò di urlare se la smetterai di colpirmi," urlando poi mentre Norris continuava a ordinarglielo, fino a quando Norris non le disse di fermarsi.
Norris allora prese il martello e la colpì una volta sul gomito sinistro. La Ledford disse quindi a Norris che le aveva rotto il gomito, pregandolo poi di non colpirla ancora. In risposta, Norris alzò di nuovo il martello, colpendola quindi 25 volte consecutive sullo stesso gomito, prima di chiederle "Cosa piagnucoli?" mentre la Ledford gridava e si lamentava. Dopo circa due ore di prigionia, Norris uccise la Ledford strangolandola con una gruccia, che aveva stretto con delle pinze. La Ledford non reagì molto, nonostante morì con gli occhi aperti. Bittaker optò quindi per liberarsi del corpo lasciandolo in un prato a caso per vedere la reazione della stampa. I due guidarono davanti a una casa scelta casualmente a Sunland e lasciarono il corpo sul prato della casa.
Il corpo di Shirley Lynette Ledford fu ritrovato da un jogger il mattino seguente. L'autopsia rivelò che oltre ad essere stata stuprata, era morta per strangolamento dopo aver ricevuto un trauma da forte contusione alla faccia, alla testa, al petto e al gomito sinistro, con l'olecrano che aveva fratture multiple. I suoi genitali e il retto erano lacerati, a causa del fatto che Bittaker le aveva inserito delle pinze nel corpo. Inoltre, la mano sinistra era fratturata e un dito della mano destra le era stato tagliato.
Bittaker dichiarò in seguito che la registrazione che lui e Norris avevano fatto delle torture inflitte alla Ledford non era altro che la prova di un ménage à trois e che, alla fine, avesse chiesto a lui e a Norris di ucciderla.

## Indagini
Nel novembre 1979 Roy Norris si riavvicinò ad un amico di nome Jimmy Dalton, un uomo con il quale era stato in precedenza incarcerato al California Men's Colony. Norris gli confidò gli omicidi commessi da lui e Bittaker nei cinque mesi precedenti, compresi dettagli dell'omicidio di Shirley Ledford (l'unica vittima che era stata fino ad allora ritrovata). Norris gli raccontò inoltre di come tre altre vittime che erano state avvicinate erano scappate o rilasciate dopo essere state stuprate.
Dopo aver ascoltato Norris, Dalton parlò con il suo avvocato, che gli consigliò di rivolgersi alla polizia. Dalton acconsentì, e lui e il suo avvocato parlarono con il Los Angeles Police Department, che inviò informazioni sui due uomini alla polizia di Redondo Beach.
Un detective di Redondo Beach di nome Paul Bynum fu incaricato di indagare sulle dichiarazioni di Dalton riguardo agli omicidi, i rapimenti e gli stupri compiuti da Norris, che secondo Dalton furono commessi tra giugno e ottobre. Bynum notò che molte dichiarazioni di Dalton combaciavano con i documenti legati alle sparizioni di alcune teenager di cui fu denunciata la scomparsa nei cinque mesi precedenti. Inoltre, il fatto descritto da Norris a Dalton, ossia che Bittaker spruzzò del peperoncino in faccia ad una donna, combaciava con una denuncia fatta a proposito di un'aggressione subita il 30 settembre da una donna di nome Robin Robeck, che disse di essere stata presa dentro un furgone e di essere poi stata violentata da due uomini di razza caucasica sui trent'anni. Nonostante la Robeck denunciò tutto alla polizia, non riuscirono a catturare gli aggressori.
Bynum mandò un investigatore a fare visita a Robin Robeck nella sua casa in Oregon,per mostrarle una serie di foto segnaletiche. Senza esitazione, la Robeck indicò due foto di chi era sicura la avesse rapita e stuprata: i due uomini che identificò erano Lawrence Bittaker e Roy Norris.

## Arresto
Dopo aver collegato Bittaker e Norris allo stupro di Robin Robeck, la polizia di Hermosa Beach mise Roy Norris sotto sorveglianza; dopo pochi giorni notarono il suo uso di marijuana. Il 20 novembre 1979 Norris fu arrestato dalla polizia di Hermosa Beach per violazione della libertà condizionata. Lo stesso giorno, al motel di Burbank dove risiedeva, Bittaker fu arrestato per lo stupro di Robin Robeck. Nonostante la Robeck fosse stata in grado di riconoscere Bittaker e Norris dalle foto segnaletiche, non fu in grado i identificarli in un confronto. Ciò nonostante, entrambi furono trattenuti per aver violato la libertà condizionata.
Una ricerca nell'appartamento di Bittaker fece ritrovare delle fotografie scattate con una Polaroid ritraenti Andrea Joy Hall e Jackie Gilliam; di entrambe le donne era stata denunciata la scomparsa l'anno prima. Dentro il furgone di Bittaker furono ritrovati un martello, un libro che descriveva come rintracciare le trasmissioni radio della polizia, un barattolo di vaselina, due collane (in seguito fu accertato che appartenevano a due delle vittime) e una registrazione di una donna in palese difficoltà, urlando e implorando pietà. La madre di Shirley Lynette Ledford, indicata da Jimmy Dalton come una di quelle che secondo Norris lui e Bittaker avevano ucciso, identificò la voce come quella della sua unica figlia; le voci dei due uomini che la prendevano in giro e la minacciavano furono identificate come quelle di Roy Norris e Lawrence Bittaker.
Nell'appartamento di Bittaker furono ritrovate anche diverse bottiglie di acido (gli investigatori scoprirono in seguito che Bittaker pianificava di utilizzare dell'acido contro le loro prossime vittime). Dentro l'appartamento di Norris, la polizia scoprì un braccialetto che aveva preso dal corpo della Ledford come souvenir. Furono ritrovate inoltre a casa di entrambi foto di oltre 500 ragazze prese apparentemente a Redondo Beach ed Hermosa Beach, mentre altre erano state invece scattate da Bittaker alla Burbank high school. Molte delle foto erano state fatte senza il consenso delle ragazze.

### Confessione
Il 30 novembre 1979 Norris ebbe un'udienza preliminare in relazione allo stupro del 30 settembre. In questo periodo, Norris iniziò a mostrare evidenti segnali di stress. All'udienza Norris rinunciò alla lettura dei Miranda rights, prima che il Detective Bynum e il vice procuratore distrettuale Stephen Kay iniziarono ad interrogarlo: prima per lo stupro di Robin Robeck; poi in relazione alle dichiarazioni di Jimmy Dalton e alle prove ritrovate nel suo appartamento.
Inizialmente Norris negò tutto; ma in seguito, messo di fronte al materiale raccolto dagli investigatori, iniziò a confessare, cercando di dipingere Bittaker come maggiore responsabile degli omicidi. In quella che Bynum e Kay in seguito descrissero come "maniera calma e indifferente", Norris dichiarò che lui e Bittaker avevano preso l'abitudine di guidare nei pressi della Pacific Coast Highway e di avvicinare ragazze a caso che trovavano attraenti con l'offerta di un passaggio o di marijuana. Molte delle ragazze avvicinate rifiutarono; quattro accettarono e furono uccise, con una quinta vittima, la loro prima, che fu rapita con la forza.
Norris descrisse poi di come le ragazze una volta nel furgone venissero legate e imbavagliate, stuprate a turno da entrambi gli uomini una volta portate in luoghi isolati delle San Gabriel Mountains. Secondo Norris, il livello di brutalità che Bittaker aveva mostrato verso le vittime aumentava di volta in volta: l'ultima vittima, Shirley Ledford, aveva chiesto di essere uccisa affinché la sua agonia finisse.
In un comunicato stampa riguardante le indagini della polizia relativo agli omicidi del 7 febbraio 1980, lo sceriffo della Contea di Los Angeles Peter Pitchess disse che le vittime erano state al centro di "abusi sadici e barbari", aggiungendo che cinque capi d'accusa per omicidio di primo grado sarebbero stati presentati Bittaker e Norris. Lo sceriffo dichiarò inoltre che riguardo alle foto della Polaroid, circa 60 ragazze erano state identificate e nessuna di loro aveva subito violenze.
Ciò nonostante, Pitchess dichiarò che la polizia scoprì che di 19 ragazze delle foto era stata denunciata la scomparsa, e che c'era la possibilità che le ragazze fossero state uccise, nonostante Pitchess precisò che non c'erano prove che fossero state rapite da Bittaker e Norris. Una delle foto della Polaroid ritraeva una ragazza bianca mai identificata in circostanze molto simili a quelle di Andrea Hall, Jacqueline Leah Lamp e Jackie Gilliam. La ragazza della foto non è mai stata identificata. La polizia ritiene che tra le ragazze fotografate è quella che con più probabilità è stata uccisa da Bittaker e Norris.

### Ricerche nelle San Gabriel Mountains
Norris acconsentì di  ritornare nelle San Gabriel Mountains per ricercare i corpi della ragazze. Nonostante lunghe ricerche nelle zone dove i corpi di Lucinda Schaefer e Andrea Hall erano stati lasciati, i cadaveri non furono mai ritrovati. Ciò nonostante, il 9 febbraio 1980, i corpi scheletrici di Jacqueline Leah Lamp e di Jackie Doris Gilliam furono ritrovati in fondo a un canyon, lungo il letto di un fiume. Un rompighiaccio fu ritrovato ancora conficcato nel teschio di Jackie Gilliam; quello di Jacqueline Leah Lamp aveva molteplici fratture, prove delle molteplici martellate che Norris disse di averle inferto.
Nel febbraio 1980 Norris e Bittaker furono formalmente accusati degli omicidi delle cinque ragazze. Alla chiamata in giudizio, a Bittaker fu negata la cauzione, mentre quella di Norris fu fissata a 10,000 dollari. Un mese dopo essere stato accusato per l'omicidio, Norris accettò un plea bargain con il quale avrebbe accusato Bittaker, in cambio del fatto che l'accusa non avrebbe richiesto la pena di morte.

## Il processo

### La condanna a Norris
Il 18 marzo 1980, Roy Norris si dichiarò colpevole per 4 capi d'accusa per omicidio di primo grado, un capo d'accusa per omicidio di secondo grado (in relazione all'omicidio di Andrea Joy Hall), due capi d'accusa per stupro e uno per rapina. La sentenza fu posticipata al 7 maggio. In cambio della testimonianza di Norris contro Lawrence Bittaker, l'accusa decise di non richiedere la pena di morte e nemmeno l'ergastolo senza possibilità di libertà condizionata.
Prima della sentenza del 7 maggio, Norris fu interrogato da un funzionario addetto alla sorveglianza di persone in libertà provvisoria in considerazione della possibile concessione della libertà condizionata. Il funzionario dichiarò che Norris gli disse che in tutti gli stupri e gli omicidi commessi, il fattore scatenante era quello della dominazione della donna, non l'atto sessuale. Il funzionario aggiunse poi che Norris "non mostrò mai rimorso o compassione per il suo comportamento brutale verso le vittime ... sembra avere un bisogno compulsivo." In conclusione, il funzionario testimoniò che Norris "può realisticamente essere definito un sociopatico, il cui comportamento grottesco e depravato non è possibile riabilitare".
Il 7 maggio 1980 Roy Norris viene condannato a 45 anni di reclusione, con la possibilità di richiedere la libertà condizionata dal 2010.

### Il processo a Bittaker
Il 24 aprile 1980 Lawrence Bittaker fu chiamato a rispondere di 29 capi d'accusa tra cui rapimento, stupro, sodomia e omicidio, più varie accuse di associazione per delinquere e possesso di arma da fuoco Fu poi accusato di concorso in omicidio perché nel dicembre 1979 aveva tentato senza successo di convincere due compagni di cella che stavano per essere rilasciati ad uccidere Robin Robeck per evitare che le testimoniasse contro al processo. Le accuse contro Bittaker e Norris per lo stupro di Robin Robeck furono poi lasciate cadere a causa della mancanza di prove e del mancato riconoscimenti dei due da parte della Robeck nel confronto. Quando fu chiesto dal giudice William Hollingsworth come si dichiarasse, Bittaker rimase in silenzio, rifiutandosi di rispondere ad ogni domanda. Il giudice rispose per lui, emettendo una dichiarazione di non colpevolezza.
Il processo di Lawrence Bittaker iniziò il 19 gennaio 1981. Fu processato a Torrance, di fronte al giudice Thomas Fredericks. Il testimone chiave per l'accusa al processo di Lawrence Bittaker fu Roy Norris, che iniziò a testimoniare il 22 gennaio. Norris descrisse come divenne amico di Bittaker in prigione, e di come i due avessero stabilito un piano su come rapire, stuprare ed uccidere ragazze. Rispondendo a domanda dell'accusa, Norris disse che nel giugno 1979 lui da solo provò a rapire e stuprare una donna, che scappò illesa. Quando informò Bittaker del fatto, entrambi decisero di agire insieme nei futuri rapimenti.
Norris allora descrisse cronologicamente alla corte i dettagli di tutti e cinque gli omicidi, oltre allo stupro del 30 settembre 1979 di Robin Robeck, il tentato rapimento di una donna di nome Jan Malin, avvenuto sempre il 30 settembre, e il tentato rapimento di una donna non identificata il 27 settembre.
Norris dichiarò che quando non riuscì ad uccidere Lucinda Schaefer, Bittaker la strangolò con la gruccia. La coppia aveva gettato il corpo vicino al San Dimas Canyon. Riguardo all'omicidio di Andrea Hall, Norris disse che Bittaker gli aveva detto di andare in un negozio vicino a comprare dell'alcol, e che quando tornò trovò Bittaker sorridente con delle foto scattate alla Hall, dopo averle detto che aveva intenzione di ucciderla. Raccontò poi di come uccisero Jacqueline Lamp e Jackie Gilliam, dopo averle tenute prigioniere per più di un giorno. Riguardo all'omicidio di Shirley Lynette Ledford, Norris disse di averla uccisa su insistenza di Bittaker, dal momento che fino ad allora non aveva ucciso nessuno. Raccontò poi di come avevano lasciato il corpo della Ledford a Sunland.
Alcuni testimoni dichiararono che Bittaker aveva loro mostrato delle foto delle vittime. Una testimone, la diciassettenne vicina di Bittaker Christina Dralle, disse che Bittaker le aveva mostrato una foto di Jackie Gilliam prima di dirle, "Temo che questa ragazza non parlerà più". Un altro testimone fu un uomo di nome Lloyd Douglas, che aveva condiviso una cella con Bittaker dopo l'arresto di quest'ultimo nel novembre 1979. Douglas disse che Bittaker gli aveva descritto in dettaglio le torture che aveva inflitto a Jackie Gilliam e a Shirley Ledford, aggiungendo che Bittaker aveva conficcato un rompighiaccio nei seni della Gilliam e della Ledford; le aveva poi 'pizzicato' le gambe e i seni con delle tenaglie, prima di strapparle un capezzolo. Douglas dichiarò inoltre che Bittaker gli disse che aveva poi infilato le tenaglie nei genitali di Shirley Ledford e che le aveva poi colpito i seni ripetutamente.
La difesa replicò dicendo che Norris era stato l'autore materiale degli omicidi, e che Bittaker ne fosse venuto a conoscenza solo successivamente. Per supportare la teoria, la difesa presentò un testimone amico di Norris di nome Richard Shoopman, disse che Norris gli aveva più volte confessato il desiderio di voler stuprare giovani ragazze. Shoopman disse inoltre che Norris gli aveva rivelato che lo sguardo di shock e paura nel volto di una ragazza era per lui un grande stimolo.
La prova principale e schiacciante presentata al processo fu il nastro di 17 minuti che la coppia aveva registrato durante gli abusi e le torture inflitti a Shirley Lynette Ledford. La registrazione, ritrovata nel furgone di Bittaker e che, secondo Norris, Bittaker aveva più volte ascoltato mentre guidavano nelle settimane precedenti il suo arresto - aggiungendo che Bittaker considerava il contenuto come "una cosa molto divertente" - fu presentata il 19 gennaio, dopo che il giudice Frederick aveva più volte rigettato delle mozioni della difesa volte a impedire l'assunzione della prova al processo.
Più di 100 persone erano presenti in aula quando la registrazione fu fatta ascoltare. Membri della giuria e delle persone presenti in aula durante la riproduzione iniziarono a piangere fortemente, coprendosi le orecchie con le mani o mettendosi la testa tra le gambe, mentre alcuni scapparono via dall'aula prima che l'audio terminasse. Bittaker non ebbe alcun problema ad ascoltare la registrazione, sorridendo per tutto il tempo della riproduzione.
In una delle due occasioni in cui fu ridotto alle lacrime durante il processo, il procuratore Stephen Kay uscì dall'aula durante la riproduzione della registrazione dello stupro, degli abusi e delle torture subiti da Shirley Ledford. Piangendo apertamente, Kay disse ai giornalisti riuniti fuori dalla stanza: "Tutti quelli che hanno ascoltato quel nastro avranno la vita segnata in qualche modo. Mi immagino quelle ragazze... quanto erano sole quando sono state uccise". Quando i giornalisti gli chiesero se fosse stata una buona idea riprodurre il nastro, dato il trauma psicologico ed emozionale che aveva causato ai presenti nell'aula, Kay disse "Potete starne certi. La giuria doveva sapere cosa hanno fatto quei due."
Il processo di Bittaker durò oltre tre settimane. Il 5 febbraio 1981 Bittaker testimoniò di sua volontà. Bittaker negò ogni coinvolgimento nel rapimento e nell'omicidio di Lucinda Schaefer, disse che aveva pagato Andrea Hall per posare per le fotografie nel suo motel di Burbank dopo che la Hall aveva acconsentito a fare sesso per 200 dollari. Disse inoltre che Norris aveva portato la Hall nelle San Gabriel Mountains, prima di ritornare e di dire a Bittaker che aveva detto alla ragazza di "cercarsi la strada di casa".
Il 10 febbraio 1981, l'accusa e la difesa iniziarono con le conclusioni. Nel discorso finale dell'accusa, Stephen Kay si scusò con la giuria per chiedere solo la pena di morte, aggiungendo che sperava che la legge gli permettesse di poter far torturare Bittaker come lui aveva torturato le sue vittime. Kay descrisse Bittaker come un "mezz'uomo" mentre mostrava alla giuria le foto delle cinque ragazze uccise. Chiedendo la pena di morte per Bittaker, Kay descrisse il caso come "uno dei casi più scioccanti e brutali nella storia del crimine americano", prima di aggiungere: "Se la pena di morte non è appropriata per questo caso, quando lo sarà mai?"
L'avvocato della difesa Albert Garber richiese alla giuria di non tenere conto della testimonianza di Roy Norris, dichiarando che Norris era stato l'autore degli omicidi, e aggiungendo che le dichiarazioni dell'accusa durante il processo erano state solo per "sete di sangue", affermando come l'accusa aveva sottolineato più volte i dettagli violenti del caso. Garber parlò della testimonianza dello psicologo Michael Maloney, che aveva descritto l'incapacità di Bittaker di provare empatia con i sentimenti e le emozioni delle altre persone, in aggiunta al fatto che, escluso l'accoltellamento del 1974 di Gary Louie, tutte le condanne precedenti di Bittaker erano state per crimini non violenti. La difesa concluse dichiarando che non c'erano prove a sufficienza per condannare Bittaker.
Il 17 febbraio 1981, dopo un periodo per decidere durato tre giorni, la giuria dichiarò Bittaker colpevole per i cinque capi d'accusa di omicidio di primo grado, un capo d'accusa di concorso in omicidio di primo grado, nove capi d'accusa di stupro, uno per sodomia e tre per possesso d'arma da fuoco. La discussione per decidere se Bittaker dovesse essere condannato a morte o all'ergastolo senza possibilità di libertà condizionata iniziarono il 19 febbraio.
La giuria si riunì per soli 90 minuti prima di ritornare con il verdetto: Bittaker fu condannato a morte per i cinque omicidi, per i quali l'accusa aveva richiesto la pena di morte. Non mostrò emozioni mentre il verdetto veniva letto. Il giudice Thomas Fredericks ordinò quindi a Bittaker di presentarsi in aula il 24 marzo per la sentenza ufficiale. Il 24 marzo il giudice Thomas Fredericks condannò formalmente Lawrence Bittaker alla pena di morte. Nell'eventualità che la condanna fosse commutata in ergastolo, il giudice impose una sentenza alternativa di 199 anni e 4 mesi di reclusione.

### Incarcerazione e appello
Bittaker fece appello contro la condanna, attaccando la validità dei mandati grazie ai quali furono perquisiti la sua stanza del motel e il furgone. L'appello fu rigettato il 22 giugno 1989. Una prima data per l'esecuzione fu fissata per il 29 dicembre 1989. Bittaker fece appello contro la decisione, nonostante l'11 giugno 1990 la Corte suprema degli Stati Uniti confermò la condanna a morte. Una nuova esecuzione fu fissata per il 23 luglio 1991. Bittaker fece di nuovo appello, e ci fu un nuovo rinvio al 9 luglio 1991.

## Eventi successivi
- Lawrence Bittaker ha concesso molteplici interviste dalla sua detenzione iniziata nel 1981. Non ha mai espresso rimorsi o pentimento per gli omicidi, aggiungendo che l'unico rimorso è quello di essere stato arrestato. Bittaker disse inoltre che lui e Norris avevano poco in comune prima di conoscersi a San Luis Obispo nel 1977, aggiungendo che ora "abbiamo molte cose in comune".[9] In riferimento alle torture commesse sulle vittime, Bittaker ha spiegato che risponde alle lettere che riceve in carcere con il nickname, "pinza Bittaker". Bittaker ha affermato che più volte al bar del carcere gli sono stati serviti sandwich schiacciati e cibo rovinato.[46]
- Roy Norris rimase incarcerato alla Donovan State Prison. Dall'inizio della sua detenzione, ha sempre sostenuto che partecipò agli omicidi per paura di Bittaker[1] L'uomo ha anche aggiunto che per tre volte aveva dissuaso tre potenziali vittime dall'entrare nel camion di Bittaker.[3] Norris dichiarò che nonostante gli piacesse avere rapporti sessuali con le vittime, solo a Bittaker piaceva torturarle. Tuttavia sia per gli investigatori che per gli psicologi otteneva grande gratificazione dalla dominazione della donna.[3] Norris, che poteva richiedere la libertà condizionata dal 2009,[47] decise di non farlo, posticipando così automaticamente il periodo per la proposta di 10 anni, al 2019.[47]
- Stephen Kay, procuratore e membro dell'accusa al processo contro Bittaker, considera ancora gli omicidi commessi da Bittaker e Norris come il peggior caso criminale di cui si sia occupato, e ritiene che Bittaker merita di essere condannato a morte più di ogni altro detenuto rinchiuso nel braccio della morte in California.[48] Nelle interviste ha dichiarato che oltre due anni dopo il processo ha avuto incubi in cui correva verso il furgone di Bittaker per evitare che uccidesse delle ragazze, ma che arrivava sempre troppo tardi[47]
- Il detective Paul Bynum, investigatore capo nelle indagini per gli omicidi di Bittaker e Norris, si suicidò nel dicembre 1987. Aveva 39 anni. In una nota di dieci pagine lasciata prima di suicidarsi,[5] Bynum si riferì più volte agli omicidi commessi da Bittaker e Norris, scrivendo che lo perseguitavano e che aveva paura che un giorno potessero essere rilasciati dalla prigione.[47]
- La registrazione delle torture inflitte da Bittaker e Norris a Shirley Lynette Ledford prima dell'omicidio è oggi in possesso dell'FBI Academy. Viene utilizzata per desensibilizzare i giovani agenti durante l'addestramento.[49]

## Media

### Film
- Il documentario del 2012 The Devil and the Death Penalty parla degli omicidi descrivendo i problemi riguardanti gli appelli nelle condanne a morte. Il procuratore Stephen Kay è tra i personaggi intervistati.[50]

### Libri
- Alone with The Devil: Psychopathic Killings that Shocked the World, di. Ronald Marksman e Dominick Bosco. ISBN 0-7499-1002-X
- The Encyclopedia Of Serial Killers, written di Brian Lane e Wilfred Gregg. ISBN 978-0-7472-5361-7

### Televisione
- Un documentario del 1982, The Killing of America, descrive il processo a Bittaker.[51]
- La serie di documentari Arrest & Trial ha trasmesso un episodio dedicato agli omicidi di Bittaker e Norris. Questo episodio fu inizialmente trasmesso nell'ottobre del 2000.
- Il canale Investigation Discovery ha trasmesso un documentario riguardante gli omicidi di Bittaker e Norris. Il film, intitolato Toolbox Kilers e presentato all'interno della serie  Wicked Attraction, fu inizialmente trasmesso nell'agosto 2009.[52]